# Esterwegen
Esterwegen là một đô thị thuộc huyện Emsland, trong bang Niedersachsen, Đức. Đô thị này có diện tích 49,53 km².
Năm 1933, một trại tập trung Đức Quốc xã được lập ở Esterwegen. Năm 1936, trại bị giải thể và sử dụng cho đến năm 1945 làm trại tù cho chính trị phạm và sau đó là tù nhân theo nghị định Nacht và Nebel.

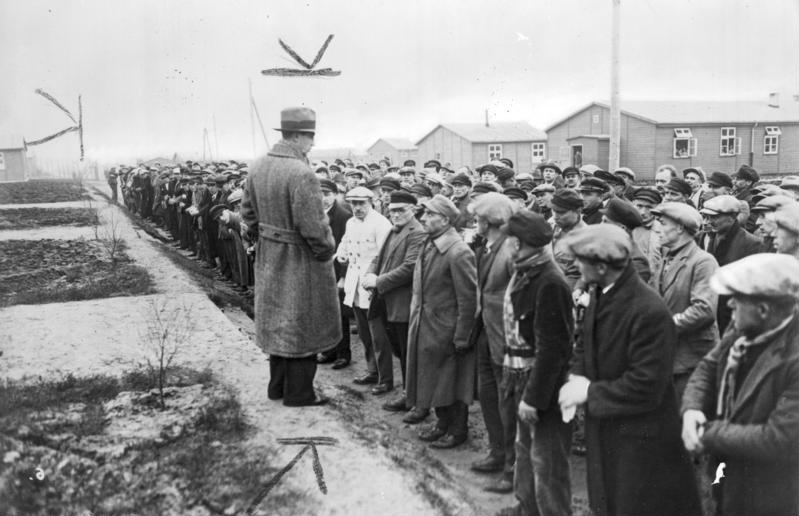
Inmates at Esterwegen.

## Cư dân nổi bật
- Julius Leber
- Carl von Ossietzky
- Georg Diederichs